# Stanislas de Barbeyrac
Pour les articles homonymes, voir Barbeyrac.
Stanislas de Barbeyrac, né en Haute-Savoie en 1984, est un ténor d'opéra français. 

## Biographie
Stanislas de Barbeyrac commence le chant à l'âge de huit ans en participant à la Maîtrise des Petits Chanteurs de Bordeaux où il reste neuf ans. Il interrompt à dix-neuf ans, en 2004, des études de journalisme  pour intégrer le Conservatoire de Bordeaux. Il y étudie avec Lionel Sarrazin avant de rejoindre l'Atelier Lyrique de l'Opéra de Paris en 2008.
Il fait ses débuts sur scène en France en 2011, notamment aux Chorégies d’Orange dans Rigoletto de Verdi où il chante Borsa, et à l’Opéra de Paris dans Salomé de Strauss. En 2012, il chante dans Der ferne Klang de Schreker à l’Opéra National du Rhin. L'année suivante, il chante dans les Dialogues des carmélites de Poulenc à Angers-Nantes Opéra et dans Alceste de Gluck à l’Opéra de Paris. En 2014, il débute dans le rôle de Tamino dans La Flûte enchantée de Mozart à Angers-Nantes Opéra, rôle qui lui valut ensuite d'être invité dans des salles prestigieuses en France et à l'étranger. 
En 2014, il fait ses débuts à l'Opéra Royal à Covent Garden, Londres, dans le rôle d'Arbace d'Idomeneo . Il fait ses débuts au Festival d’Aix-en-Provence dans le rôle de Tamino dans La Flûte enchantée et interprète Narraboth dans Salome au Teatro municipal de Sao Paulo, puis Pâris dans La Belle Hélène à l’Opéra d’Avignon,. 
En 2015, il fait ses débuts au Festival de Salzbourg avec Davide Penitente, cantate de Mozart, et retourne à l’Opéra de Paris pour interpréter Admète dans Alceste de Gluck. Il reprend ce rôle pour ses débuts la même année à la Fenice à Venise. Ilchante ensuite le Chevalier de la Force dans les Dialogues des Carmélites pour ses débuts à La Monnaie de Bruxelles, au Nederlandse Opera d’Amsterdam et au Bayerische Staatsoper de Munich. Il chante Lyonnel dans Le Roi Arthus de Chausson à l’opera Bastille à Paris. 
En 2016, il chante Tristan dans Le Vin herbé de Frank Martin au Staatsoper de Berlin, Macbeth (Macduff) de Verdi à l’Opéra de Marseille et Don Giovanni de Mozart (Don Ottavio) à Stockholm. Il chante aussi Renaud en concert dans Armide de Lully à Vienne, à Bordeaux et à la Philharmonie de Paris, puis Pylade dans Iphigénie en Tauride de Gluck à l'Opéra de Paris. 
En 2017, il chante le rôle-titre masculin dans Béatrice et Bénédict de Berlioz en version concert à l'Opéra de Paris. Il fait ses débuts aux États-Unis à l'Opéra de San Francisco en interprétant Don Ottavio dans Don Giovanni. 
En 2018, il fait sa prise du rôle-titre masculin de Pelléas et Mélisande de Debussy à Bordeaux et fait ses débuts au TCE dans les Dialogues des Carmélites. Il chante à l'Opéra de Paris Gonzalve dans L'Heure espagnole de Ravel. Il interprète ensuite Tamino dans La Flûte enchantée en juillet à Aix-en-Provence, puis en septembre à l'Opéra national des Pays-Bas. Il interprète Piquillo dans La Périchole d'Offenbach à Bordeaux avant de chanter le rôle d'Alfredo dans La Traviata de Verdi à Dresde.
En janvier 2019, il fait ses débuts au Met (Metropolitan Opera, New-York) dans Don Giovanni (Don Ottavio) qu'il reprend ensuite à l'Opéra de Bavière en mars et à l'Opéra de Paris en juin. 
En concert, il interprète aussi Elias de Mendelssohn, la Messa di Gloria de Puccini, L'Enfance du Christ et le Te Deum de Berlioz.

## Distinctions
- Prix lyrique du Cercle Carpeaux[3]
- Prix lyrique de l'AROP[3]
- Lauréat du Concours musical international Reine Élisabeth de Belgique (2011)[3]
- « Révélation artiste lyrique » aux Victoires de la musique classique (2014)[5].
- International Opera Award dans la catégorie « Interprète masculin espoir »[7]

## Discographie
Berlioz : Les Troyens avec l'Orchestre national de Strasbourg dirigé par John Nelson, Label Warner Classics, ASIN B0749LRN1C
Nacht und Träume de Schubert, label Warner Classics, ASIN B075DLCSLZ
Saint-François d'Assise de Gounod et Légende de Sainte Cécile de Liszt sous la direction de Laurence Equilbey, avec le chœur Accentus, Florian Sempey, Karine Deshayes, Deborah Nemtanu et l'Orchestre de chambre de Paris, Label naïve classique, ASIN B079VW7L84